# Pristimantis apiculatus
Pristimantis apiculatus là một loài động vật lưỡng cư trong họ Strabomantidae, thuộc bộ Anura. Loài này được Lynch & Burrowes mô tả khoa học đầu tiên năm 1990. Loài này có ở Colombia và Ecuador. Môi trường sống tự nhiên của nó là các khu rừng vùng núi ẩm nhiệt đới hoặc cận nhiệt đới. Loài này đang bị đe dọa do mất môi trường sống.